# 邯郸职业技术学院
邯郸职业技术学院，位于中國河北省邯郸市渚河路141号。

## 学校历史
始建于1983年6月，当时名为“邯郸职业大学”，是经河北省人民政府批准、中华人民共和国教育部备案的全日制综合性普通专科院校。1984年9月，更名为“邯郸大学”，时任中共中央总书记的胡耀邦同志题写了校名。1997年，经原国家教委批准，更名为“邯郸职业技术学院”。